# Чочуа, Шалва Семёнович
Шалва Семёнович Чочуа, другой вариант имени и отчества — Шалико Сабыдович (15 февраля 1927 года, село Адзюбжа, ССР Абхазия — 22 июля 2001 года, село Адзюбжа, Очемчирский район, Абхазия) — звеньевой колхоза имени Сталина Очемчирского района, Абхазская АССР, Грузинская ССР. Герой Социалистического Труда (1948).

## Биография
Родился в 1927 году в крестьянской семье в селе Адзюбжа Очемчирского района.
Со второй половины 1940-х годов — звеньевой полеводческого звена колхоза имени Сталина Очемчирского района.
В 1947 году звено под его руководством собрало в среднем с каждого гектара по 74,33 центнера кукурузы на участке площадью 3 гектара. Указом Президиума Верховного Совета СССР от 21 февраля 1948 года удостоен звания Героя Социалистического Труда за «получение высоких урожаев сортового зелёного чайного листа в 1948 году» с вручением ордена Ленина и золотой медали «Серп и Молот» (№ 764).
Этим же Указом званием Героя Социалистического Труда труженики колхоза имени Сталина бригадир Георгий Яковлевич Камкия, звеньевые Арсен Варфоломеевич Кобахия и Трифон Ефимович Сичинава.
После выхода на пенсию проживал в родном селе Адзюбжа. Умер 22 июля 2001 года.